# Mars Exploration Joint Initiative
Die Mars Exploration Joint Initiative (MEJI, engl. für Initiative zur gemeinsamen Erforschung des Marses) ist ein Abkommen zwischen der US-amerikanischen Raumfahrtbehörde NASA und der europäischen ESA. Es wurde 2009 unterzeichnet. Das Abkommen regelt, inwiefern in Zukunft Know-how und Ressourcen für die Erforschung des Planeten Mars von den beiden Raumfahrtagenturen gemeinsam genutzt werden können. Im Rahmen des Abkommens wurden auch einige gemeinsame Missionen beschlossen; manchmal sind mit Mars Exploration Joint Initiative auch die betroffenen Missionen gemeint. Das Abkommen wurde im Oktober 2009 in Washington, D.C. unterzeichnet.
Die Missionen sind in erster Linie auf astrobiologische, geologische und geophysikalische Ziele ausgerichtet. Zudem wird im Vertrag das Fernziel einer Probenrückführungsmission (Mars Sample Return) in den 2020er-Jahren formuliert.

## Hintergrund
Erste Gespräche über ein Abkommen über die gemeinsame Erforschung des roten Planeten fanden im Dezember 2008 statt, nachdem der Ministerrat der ESA vorgeschlagen hat, für das Projekt ExoMars nach internationaler Unterstützung zu suchen. Zur selben Zeit wurde bei der NASA klar, dass die Mission Mars Science Laboratory um zwei Jahre verzögert werden würde, weshalb die NASA ihren Zeitplan für die folgenden Marssonden überarbeiten musste.